# Velké Březno (starý zámek)
Velké Březno je zámek ve stejnojmenné obci na pravém břehu Labe v okrese Ústí nad Labem. Jeho předchůdcem byla vartenberská tvrz z patnáctého století, na kterou se majitelé přestěhovali ze staršího hradu Varta. Roku 1842 nechal hrabě Karel Chotek postavit vilu, která byla později rozšířena a označuje se jako nový zámek. Starý zámek je chráněn jako kulturní památka.

## Historie
Nejstarším panským sídlem ve vesnici byla tvrz postavená Vartenberky ve druhé polovině patnáctého století. První písemná nepřímá zmínka o ní pochází z let 1472–1486 a objevuje se v přídomku Jiřího z Vartenberka na Březně. Roku 1528 panství získal rod Salhausenů, kteří nechali tvrz přestavět na renesanční zámek. Po Salhausenech se roku 1606 majitelem stal Abraham Bok z Boku a v roce 1628 Karel Glich z Miltic. Jeho dcera panství prodala Žofii Anežce Ditrichštejnové, po které přešlo na Harrachy a od roku 1841 na Chotky. Hrabě Karel Chotek nechal přistavět další patro. Od dvacátého století v zámku sídlí domov důchodců.

## Stavební podoba
Jednopatrová zámecká budova má obdélný půdorys a mansardovou střechu, ze které vybíhají vikýře a věžička s cibulovou střechou. Přízemní místnosti jsou zaklenuté valenými klenbami s lunetami.